# Seznam rektorů Vojenské akademie v Brně
Toto je chronologický seznam rektorů Vojenské akademie v Brně, která existovala v letech 1951 až 2004, kdy byla sloučena do nově vzniklé Univerzity obrany. Do roku 1991 velel škole jmenovaný náčelník, od roku 1991 byl rektor volen akademickým senátem.

## Seznam velitelů
Náčelníci
1. Bohumír Lomský (1951–1953)[1][2]
2. Miroslav Šmoldas (1953–1958)
3. Václav Kratochvíl (1959–1960)
4. Jaroslav Kolovratník (1960–1963)
Jaroslav Dočkal (1963–1964, zástupce pověřený velením)
5. Alexander Mucha (1964–1968)[3]
Jaroslav Dočkal (1968–1969, zástupce pověřený velením)
6. Jaroslav Mašek (1969–1973)
7. Josef Čepický (1973–1986)[4]
8. Florián Rygál (1986–1989)
9. František Podešva (1989–1991)

Rektoři
1. František Obermann (1. února 1991 – 31. ledna 1994)[5]
2. Jiří Moc (1. února 1994 – 31. ledna 1997)[5]
3. Karel Kotek (1. února 1997 – 31. ledna 2003)[5]
4. František Vojkovský (1. února 2003 – 31. srpna 2004)[5]